# Comité d'instruction publique
Pour les articles homonymes, voir Comité d'instruction publique (France).
Le Comité d'instruction publique est un comité d'assemblée créé par la Législative en 1791, avant de devenir l'un des comités de gouvernement de la Convention nationale. 

## Histoire
Institué par la Législative le 14 octobre 1791, le comité d'instruction publique était composé de 24 membres. Après l'élection de la Convention, un nouveau comité de 24 membres fut mis en place le 13 octobre 1792. Il eut 515 séances jusqu'à sa disparition, le 26 octobre 1795, et compta parmi ses membres une centaine de députés, au gré des renouvellements (par moitié tous les deux mois) et épurations, dont 80 siégèrent effectivement et 28 participèrent au moins neuf mois à ses travaux.
Le 3 juillet 1793, la Convention créa, sur proposition de Maximilien de Robespierre, une Commission d'instruction publique de six membres (Philippe Rühl, Joseph Lakanal, Henri Grégoire, Jacques-Michel Coupé, Louis Antoine de Saint-Just et André Jeanbon Saint André — ces deux derniers remplacés le 10 juillet par Léonard Bourdon et Robespierre). Élargie à dix membres, elle s'intitula Commission d'Éducation nationale. Le 13 juillet, Robespierre présenta le plan d'éducation nationale rédigé par Louis-Michel Lepeletier de Saint-Fargeau. En octobre 1793, elle fut réunie au Comité d'instruction publique, à l'initiative de Gilbert Romme.
Gilbert Romme présenta le projet du calendrier républicain à la Convention en qualité de rapporteur le 20 septembre 1793 ; Fabre d'Églantine était à l'origine de la nomenclature des mois.
En 1793-1794, le comité d’instruction publique publie un recueil des actions civiles et héroïques devant servir d’inspiration aux artistes. Parmi ces thèmes figurent celui de l'héroïne de Saint-Milhier, qui inspira notamment Boily. 
Après la Chute de Robespierre, il fut réorganisé comme l'ensemble des comités de gouvernement par le décret du 7 fructidor an II (24 août 1794), et son effectif fut porté à 16 membres. Il reçut la faculté de prendre sous forme d'« arrêtés exécutoires », toutes les mesures d'exécution relatives aux objets dont la surveillance lui était attribuée. De plus, la Commission exécutive de l'instruction publique, l'une des douze Commissions exécutives créées le 12 germinal an II (1er avril 1794), dut dorénavant lui rendre compte de ses actes.
Depuis le 29 prairial an II (17 juin 1794), René-François Plaichard Choltière est secrétaire du Comité d'instruction publique et en signe à ce titre les arrêtés et procès-verbaux ; il en est réélu membre le 17 frimaire an III (7 décembre 1794), le 18 germinal et le 17 thermidor an III (4 août 1795) ; il n'y fait pas grand tapage, sommeillant dans les vastes appartements de la maison Elbeuf, du commencement à la fin des séances. Néanmoins, il travaille et sous son influence, le comité permet de  relever de ses ruines l'enseignement public à tous les degrés et le rétablir sur de nouvelles bases.
Le comité comprenait en l'an III : Boissy d'Anglas, René-François Plaichard Choltière, Joseph Lakanal, Petit, Henri Grégoire, Massieu, Noël-Gabriel-Luce Villar, Antoine Claire Thibaudeau, Joseph-Balthazar Bonet, Louis François Antoine Arbogast, Coupé, Guyton-Morveau, Léonard Bourdon, Lindet, Marie-Joseph Chénier et Lequinio. 
Sous l'influence de Lakanal, il fut à l'origine des décrets de l'automne 1794 sur les écoles primaires, centrales et normale.
La suppression de l'antique Faculté de médecine en septembre 1793 a suspendu le recrutement médical, et l'on manque d'officiers de santé ; il faut y pourvoir : trois médecins, Fourcroy, Pierre Joseph Duhem et Plaichard, au nom du Comité d'instruction publique, se concertent avec A. Prieur, Treilhard et Thuriot du Comité de Salut public ; c'est de ces conférences que sortit trois mois après, le 7 frimaire an III (27 novembre 1794), le rapport de Fourcroy, qui créait à Paris une École de santé. Le projet est voté le 14 frimaire avec une simple modification adjoignant à Paris deux autres écoles, Strasbourg et Montpellier.
Sous l'influence de Plaichard, l’École des Enfants de l’armée est réorganisée,.
Au printemps 1795, le Comité fut concurrencé par la création de la Commission des Onze, chargée de la réforme constitutionnelle ; Daunou, l'un de ses membres, rédigea le projet de loi organique relatif à l'instruction publique, qu'il présenta à la Convention le 23 vendémiaire an IV (15 octobre 1795).

## Sections du comité
Il était divisé en treize sections :
1. Organisation générale de l'enseignement, composition et examen d'ouvrages destinés à l'instruction publique ;
2. Éducation morale, régime intérieur des différents établissements particuliers d'éducation et des pensionnats ;
3. Éducation sportive ;
4. Éducation des femmes ;
5. Instruction des aveugles, sourds-muets et orphelins ;
6. Écoles professionnelles ;
7. Tourisme, bibliothèque et musées, modes d'enseignement dans les localités où la langue française est peu usitée ;
8. Examens, prix et concours ;
9. Fêtes nationales ;
10. Élections aux places vacantes dans le corps d'enseignement ;
11. Traitements, pensions de retraite, bourses d'études ;
12. Bibliographie, rédaction de catalogues des bibliothèques ;
13. Estimation de la valeur des biens dépendant des établissements d'instruction publique et leur exploitation.

## Membres
- Louis François Antoine Arbogast
- Jean-François Barailon
- Léonard Bourdon
- Marie-Joseph Chénier
- Nicolas de Condorcet
- Pierre Daunou
- Jacques-Louis David
- Fabre d'Églantine
- Claude Joseph Ferry
- Henri Grégoire
- Louis-Bernard Guyton-Morveau
- Joseph Lakanal
- François Xavier Lanthenas
- Louis-Sébastien Mercier
- René-François Plaichard Choltière
- Gilbert Romme
- Emmanuel-Joseph Sieyès
- Antoine Claire Thibaudeau
- Noël-Gabriel-Luce Villar